# 時域天文學

超新星爆發後NGC 2525的光變曲線

時域天文學是研究天體如何隨著時間變化，而這可能是由於天體的運動，也可能是天體本身在改變：包括超新星、焰星、耀變體、和活躍星系核。以可見光研究時域天文學的有Hat-South、大型綜合巡天望遠鏡（LSST）、泛星計畫（PanSTARRS）、PSST、SkyMapper、WASP3和卡塔利娜即時瞬態調查（Catalina Real-time Transient Survey）；在電波天文學領域有LOFAR在觀察radio transients。電波研究時域天文學已經有很長的時間，包括脈衝星和閃爍現象。契倫科夫望遠鏡陣列（Cherenkov Telescope Array）、eROSITA、費米、HAWC、國際伽瑪射線天體物理實驗室（INTEGRAL）、MAXI、和雨燕衛星都在尋找X射線和γ射線的瞬變現象。伽瑪射線暴是眾所周知的高能電磁瞬變。
使用的工具是機器人望遠鏡、自動分類瞬變事件、迅速通知感興趣的人和機構。閃爍比對兩張影像可以讓人快速篩檢出不同之處，影像相減之前需要歸一化處理。挑戰包括大量資料的處理、儲存和傳輸、數據挖掘技術、分類、以及異構資料。
從歷史上看，時域天文學源自彗星的出現和造父變星。哈佛大學天文台通過數位進入天空世紀的哈佛（DASCH，Digital Access to a Sky Century @ Harvard）的專案，將1800年代末期至1900年代初期曝光的乾版影像數位化。
其它因為時間造成變異的有小行星、食、微引力透鏡效應、行星凌、變星等等。

## 外部連結
- .   [5 May 2013]. （原始内容存档于2016-04-12）.
- Bernardini, E. . Science. 2011, 331 (6018): 686–687. Bibcode:2011Sci...331..686B. ISSN 0036-8075. doi:10.1126/science.1201365.